# NGC 5670
NGC 5670 (również PGC 52161) – galaktyka soczewkowata (S0), znajdująca się w gwiazdozbiorze Wilka. Odkrył ją John Herschel 1 lipca 1834 roku.